# Marin Brajević
Marin Brajević, Hajdukov vratar, Imao 5 službenih nastupa za Hajduk na kojima je primio 9 golova, od toga tri na svom prvom i jedinom prvenstvenom nastupu 2. rujna 1923. protiv SAŠK-a u Sarajevu, i 6 na utakmicama za Kup gradova, i to 3 protiv Reprezentacije Zagreba u Beogradu 5. listopada 1924, i opet 3 na svom posljednjem nastupu od Reprezentacije Zagreba u Zagrebu 30 kolovoza 1925 (3:1).
Branio je i na i 49 prijateljskih utakmica i postigao je jedan gol.
Statistika u Hajduku
| Natjecanje        | Nastupi | Zgoditci |
| ----------------- | ------- | -------- |
| Prvenstvo         | 1       | 0        |
| Kup               | 4       | 0        |
| Superkup          | 0       | 0        |
| Međunarodne       | 0       | 0        |
| Splitski podsavez | 0       | 0        |
| Ukupno            | 5       | 0        |
| Prijateljske      | 44      | 1        |
| Sveukupno         | 49      | 1        |